# Arthur Philippe
Pour les articles homonymes, voir Philippe.
Arthur Philippe, né le 31 octobre 1999, à Paris, est un escrimeur français pratiquant l’épée. En 2019, il a été sacré champion de France et champion du monde junior en individuel.

## Biographie
Arthur Philippe a commencé l’escrime à 10 ans, dans la ville qui l’a vu grandir : Saint-Gratien, dans le Val-d’Oise, club dans lequel il est toujours licencié. Ce club fondé en 1956 est notamment réputé pour former de très bons épéistes tels que Philippe et Érik Boisse, dans le passé. Arthur Philippe tente donc de s’inscrire dans la lignée de ses glorieux prédécesseurs.
Pour se faire, en 2018, il obtient une médaille de bronze en individuel et une autre par équipe aux Championnats d’Europe juniors, à Sotchi (Russie). La même année, il finit deuxième par équipe, aux Championnats du monde juniors, à Vérone (Italie) et troisième aux Championnats de France. En 2019, pour sa dernière année en tant que junior, il réalise une troisième place par équipe aux Championnats d’Europe, à Foggia (Italie). Mais cette année-là est surtout marquée par son titre de champion du monde en individuel, à Torun, en Pologne. Il la magnifie avec une troisième place par équipe à ces mêmes Championnats du monde et une victoire aux Championnats de France juniors, en individuel.
En fin d’année dernière, il rejoint également Futur Sport, association promouvant le sport et la jeunesse. 

## Palmarès

### Championnats du monde
- Médaille d’or en individuel aux Championnats du monde juniors 2019 à Torun[5]
- Médaille de bronze par équipe aux Championnats du monde juniors 2019 à Torun
- Médaille d’argent par équipe aux Championnats du monde juniors 2018 à Vérone

### Championnats d’Europe
- Médaille de bronze par équipe aux Championnats d’Europe juniors 2019 à Foggia
- Médaille de bronze en individuel aux Championnats d’Europe juniors 2018 à Sotchi
- Médaille de bronze par équipe aux Championnats d’Europe juniors 2018 à Sotchi[6]

### Championnats de France
- Médaille d’or en individuel aux Championnats de France juniors 2019 à Nantes
- Médaille d’or en individuel aux Championnats de France senior 2022
- Médaille d’or par équipe aux Championnats de France seniors 2019 à Fontaine[7]

- Médaille d’or par équipe aux Championnats de France seniors 2022
- Médaille d’or par équipe aux Championnats de France seniors 2023[8]
- Médaille d'argent par équipe aux Championnats de France seniors 2018 à Amiens
- Médaille de bronze en individuel aux Championnats de France juniors 2018 à Décines-Charpieu
- Médaille d'or par équipe aux Championnats de France seniors 2017 à Albi